# Милпош
Милпош (слч. Milpoš) насељено је мјесто са административним статусом сеоске општине (слч. obec) у округу Сабинов, у Прешовском крају, Словачка Република.

## Становништво
| Година:    | 1994. | 2004.   | 2014.   | 2024.   |
| ---------- | ----- | ------- | ------- | ------- |
| Број људи: | 618   | 663     | 694     | 657     |
| Разлика:   |       | +7,28 % | +4,67 % | -5,33 % |

| Година:    | 2023. | 2024.   |
| ---------- | ----- | ------- |
| Број људи: | 649   | 657     |
| Разлика:   |       | +1,23 % |

Према подацима о броју становника из 2011. године насеље је имало 688 становника.